# 岡川太郎
岡川 太郎（おかがわ たろう）は、日本の映像ディレクター。

## 人物
大阪芸術大学芸術学部映像学科卒業。株式会社クラブキングにて映像マガジン「Video dictionary」を制作。
現在はミュージック・ビデオや広告を中心に活動中。

## 作品

### ミュージック・ビデオ
- 暁月凛 「Early Days」
- 嵐「Beautiful days」「to be free」
- 安藤裕子「The Still Steel Down」
- Anna「ひとりの世界」
- USAGI「イマジン」
- ウルフルズ「どうでもよすぎ」「ヒーロー」「スポーティパーティ」
- HKT48「夏の前」
- AKB48「今、Happy」
- SKE48「誰かの耳」
- OGRE YOU ASSHOLE「ロープ」
- KAT-TUN 「FACE to face」
- カーネーション「Lovers & Sisters」
- GReeeeN「オレンジ」
- グリーンボーイズ「声」
- quasimode「Relight My Fire」
- ケツメイシ「We love music」
- SUPER☆GiRLS「汗と涙のシンデレラストーリー」
- スキマスイッチ「虹のレシピ」
- ストレイテナー「The Remains」
- 瀧川ありさ「夏の花」
- tacica「発熱」
- タッキー&翼「時間旅行」
- Do As Infinity「Hand in Hand」
- TRICERATOPS「トランスフォーマー」
- AAA「Beyond」
- 乃木坂46「ここじゃないどこか」「他の星から」「羽根の記憶」「あらかじめ語られるロマンス」「三番目の風」「思い出ファースト」「Hard to say」
- BURNOUT SYNDROMES 「世界を回せ」
- 平戸祐介「生まれたてのメロディ feat.bird」
- BAZRA「マボロシ」
- Hey! Say! JUMP「明日へのYELL」
- Mrs. GREEN APPLE「パブリック」

ほか

### 広告
- 京浜急行成田エクスプレス
- TOM ODELL For UNIQLO (UNIQLO FRANCE)
- ASICS×ウルフルズ・コラボレーションMUSIC VIDEO
- Shop Cannel 20周年記念ムービー

ほか

### コンサート用映像
- ケツメイシ
- 布袋寅泰
- Sophia

ほか

### その他
- Emotion pictures
- Emotion pictures 2
- Gucci #24HourAce[2]
- 乃木坂46 川村真洋×岡川太郎「Listen to the silence」
- 乃木坂46 若月佑美×岡川太郎「君しか見えない」
- 乃木坂46 深川麻衣×岡川太郎「暇」
- 乃木坂46 桜井玲香×岡川太郎「City lights」
- 乃木坂46 西野七瀬×岡川太郎「atama no naka」